# 中苏民航
中苏民用航空股份公司（羅馬化：Sovyetsko Kitaiskoe Obschestvo Grazhdanskoi Aviatsii），简称中苏民航（羅馬化：SKOGA），是1950年由中国民航局和苏联民航总局合办的航空公司，1955年1月1日由中国民航局北京管理处和西北管理处接管。

## 历史
1939年9月9日由国民政府交通部与苏联中央民用航空总管理局签订的《组设哈密、阿拉木图间定期飞航合约》，共同出资组建中苏航空公司，开辟苏联阿拉木图经中国新疆伊犁、迪化（今乌鲁木齐）至哈密航线，经营中苏间的旅客、货物及邮件运输业务，期限10年。
1950年3月27日，由政务院财政经济委员会常务副主任李富春、外交部副部长兼驻苏大使王稼祥、中央人民政府贸易部部长叶季壮、外交部苏联东欧司司长伍修权等人组成的政府代表团在莫斯科与苏联政府外交部长维辛斯基签订了《中苏关于在新疆创办中苏石油股份公司的协定》、《中苏关于在新疆创办有色及稀有金属股份公司的协定》、《中苏关于建立中苏民用航空股份公司的协定》:389。1950年4月21日和6月3日，中苏双方政府分别批准了协定。
《协定》规定中苏民航公司“协助中国本国航空事业之发展及加强中苏两国之经济合作”，平权合股，开支利润由双方平摊平分，税前赢利的20%作为税款归中方；公司管理层由双方代表轮换制担任。公司在头两年中，管委会主任由军委民航局钟赤兵选任，副主任由苏方选任；公司总经理由苏联谢德略列维奇担任，副总经理有中国沈图。
1950年7月1日，中苏民用航空股份公司正式成立，股本定额为4200万卢布，开辟了北京-沈阳-哈尔滨-海拉尔-赤塔、北京-赛音山达-乌兰巴托-伊尔库茨克和北京-太原-西安-兰州-肃州-哈密-迪化-伊犁-阿拉木图三条国际航线:65。拥有里-2型客机14架，1951年增至16架里-2。1952年引进了伊尔-12客机。1952年中苏民航公司和中国民航局、苏联民航总局签订了联运合同，航线通达中国南方与东欧、芬兰。
中苏民航成立初期有529名工作人员，其中苏方303人（包括全部驾驶员、随机机械员、随机报务员、领航员），此后中方人员不断增多:275，至1954年为中方培养了各类民航专业人才360多名，其中154名为飞行人员与机务人员。中苏民航1951年飞行10417小时，运输总周转量27869万吨公里，旅客运输量16536人，邮件及货物运输量1330.4吨，1954年已达到飞行16659小时、运输总周转量53974万吨公里，旅客运输量24360人，邮件及货物运输量2390.5吨:275。
1954年10月，赫鲁晓夫访华并发布了一系列有关公报，苏方表示把四大中苏合资企业中的苏联股份自1955年起开始全部无偿移交中国:389。1954年12月30日，中苏民用航空股份公司交接大会在北京饭店举行。中国民用航空局向苏方员工赠中苏民航公司纪念章，于中苏交接时颁发。1954年12月31日，中苏民航公司合资终结，次日其北京航线管理处并入新成立的中国民航北京管理处:275；其余处所属财产、设备、设施等移交至民航西北管理处。沈图于1955年1月2日在《人民日报》发表文章：“四年多来，中苏民航的苏联同志结合我国具体情况，把苏联民航的科技先进经验，运用到我国的民航事业上来，建立了一整套科学的管理方法、配备了完善的技术装备、培养了大批技术干部。这是中苏民航的苏联股份能够已交给我国自力经营的物质基础。”
此后，中国大陆直至1980年才再度出现中外合资企业。《中华人民共和国中外合资经营企业法》颁布后的首家合资企业即京港合资的北京航空食品有限公司:274。